# Ta13oo
Ta13oo (estilizado en mayúsculas, pronunciado como Taboo) es el tercer álbum de estudio del rapero estadounidense Denzel Curry. Fue publicado el 27 de julio de 2018 a través de PH Recordings y distribuido por Loma Vista Recordings. Contiene las participaciones de Twelve'len, GoldLink, Nyyjerya, J.I.D, JPEGMafia, ZillaKami y las voces adicionales de Billie Eilish.
Dividido en tres actos, Light, Gray y Dark, el material lírico expresa los aspectos más personales en la vida del rapero, desde sus batallas internas con la salud mental hasta sus experiencias con la explotación por parte de los ejecutivos musicales y su propia audiencia. Los vídeos musicales promocionales presentan una narrativa como pieza de acompañamiento.

## Concepto
Curry empezó a trabajar en el álbum a inicios de 2017, expresando haber cambiado su proceso creativo a uno más relajado y dinámico, siendo inspirado por la biografía de Gucci Mane. En abril de 2018, durante una entrevista con el DJ Zane Lowe para BBC Radio 1, Curry comentaba haber terminado las grabaciones vocales y estar enfocado en la posproducción. Durante esa aparición, también fue presentado el primer sencillo «Sumo», que originalmente era una colaboración con Ski Mask the Slump God, pero debido a limitaciones de tiempo, su verso fue sacado.
Sobre la colaboración «Sirens», Curry confiesa haber tenido que reescribir su verso luego de escuchar la interpretación de J.I.D. La canción también contiene unos coros realizados por Billie Eilish, quien no aparece acreditada por discusiones con su sello discográfico. A pesar de haber sido aconsejada mantener la colaboración en secreto, Eilish decidió compartir la canción en sus redes sociales. Una de las frases rapeadas por Curry es una referencia al poema «The Revolution Will Not Be Televised» de Gil Scott-Heron.
«Clot Cobain» empezó a desarrollarse en 2017, notando que luego de incluir más melodías en sus canciones, obtuvo mayor atención mediática. «Percs» contiene un bombardeo lírico contra la nueva ola del mumble rap, recriminando el exceso de raperos contemporáneos que son drogadictos y que lo representan en sus canciones. Esto se contrasta con su decisión de volverse straight edge en 2017, notando que al adoptar ese estilo de vida más limpio, se ha sentido más alienado con el resto de la sociedad.
Al hablar sobre los tres actos, Curry confirma que el desarrollo de Light fue la última pieza en el puzle del álbum. El primer acto trata sobre los aspectos materialistas en fama, el segundo acto sobre la realidad de las cosas, y el tercer acto sobre estar en control de su vida.

## Lista de canciones
Todas las letras escritas por Denzel Curry.
| Act 1: Light |                                             |                                     |          |  |
| N.º          | Título                                      | Productor(es)                       | Duración |  |
| 1.           | «Taboo»                                     | FNZ · M-Sol                         | 3:17     |  |
| 2.           | «Black Ballons» (con Twelve'len y GoldLink) | FNZ · Matt Rad · Mickey de Grand IV | 3:30     |  |
| 3.           | «Cash Maniac» (con Nyyjerya)                | FNZ · Mickey de Grand IV · Swish    | 3:18     |  |
| 4.           | «Sumo»                                      | Charlie Heat                        | 3:47     |  |

| Act 2: Gray |                         |                       |          |  |
| N.º         | Título                  | Productor(es)         | Duración |  |
| 5.          | «Super Saiyan Superman» | FNZ · HWLS            | 2:12     |  |
| 6.          | «Switch It Up»          | Illmind · Ronny J     | 2:55     |  |
| 7.          | «Mad I Got It»          | FNZ · Hippie Sabotage | 3:52     |  |
| 8.          | «Sirens» (con J.I.D)    | DJ Dahi               | 3:56     |  |
| 9.          | «Clout Cobain»          | J Gramm · Mike Hector | 3:51     |  |

| Act 3: Dark |                                         |                          |          |  |
| N.º         | Título                                  | Productor(es)            | Duración |  |
| 10.         | «The Blackest Balloon»                  | FNZ · Mickey de Grand IV | 2:55     |  |
| 11.         | «Percs»                                 | FNZ · Denzel Curry       | 3:06     |  |
| 12.         | «Vengeance» (con JPEGMafia y ZillaKami) | FNZ · Mickey de Grand IV | 4:00     |  |
| 13.         | «Black Metal Terrorist»                 | FNZ · Ronny J · M-Sol    | 2:41     |  |
| 43:20       |                                         |                          |          |  |

Notas1. 

Créditos de samples
- «Black Ballons» contiene un sample no acreditado de «Chapter 15: Mysterious Invaders» (2012) por Yūzō Koshiro, del videojuego Kid Icarus: Uprising.
- «Sirens» contiene un sample no acreditado de «Serpentine Fire» (1978) por Mark Colby.
- «Black Metal Terrorist» contiene una interpolación de «Creepin on Ah Come Up» (1994) por Bone Thugs-n-Harmony.

## Posicionamiento en listas
| Listas (2018)                           | Mejor posición |
| --------------------------------------- | -------------- |
| Australia (ARIA Charts)                 | 27             |
| Bélgica (Ultratop Flandes)              | 40             |
| Bélgica (Ultratop Wallonia)             | 173            |
| Canadá (Canadian Albums)                | 98             |
| Estados Unidos (Billboard 200)          | 28             |
| Estados Unidos (Top R&B/Hip-Hop Albums) | 15             |
| Finlandia (Suomen virallinen lista)     | 36             |
| Irlanda (Irish Albums)                  | 37             |
| Nueva Zelanda (RIANZ)                   | 16             |
| Países Bajos (Album Top 100)            | 30             |
| Reino Unido (UK Albums)                 | 62             |
| Reino Unido (UK Hip Hop and R&B Albums) | 12             |